# Тайвань на зимних Олимпийских играх 2010
Китайский Тайбэй на зимних Олимпийских играх 2010 представлял один спортсмен в санном спорте, который не занял призового места.

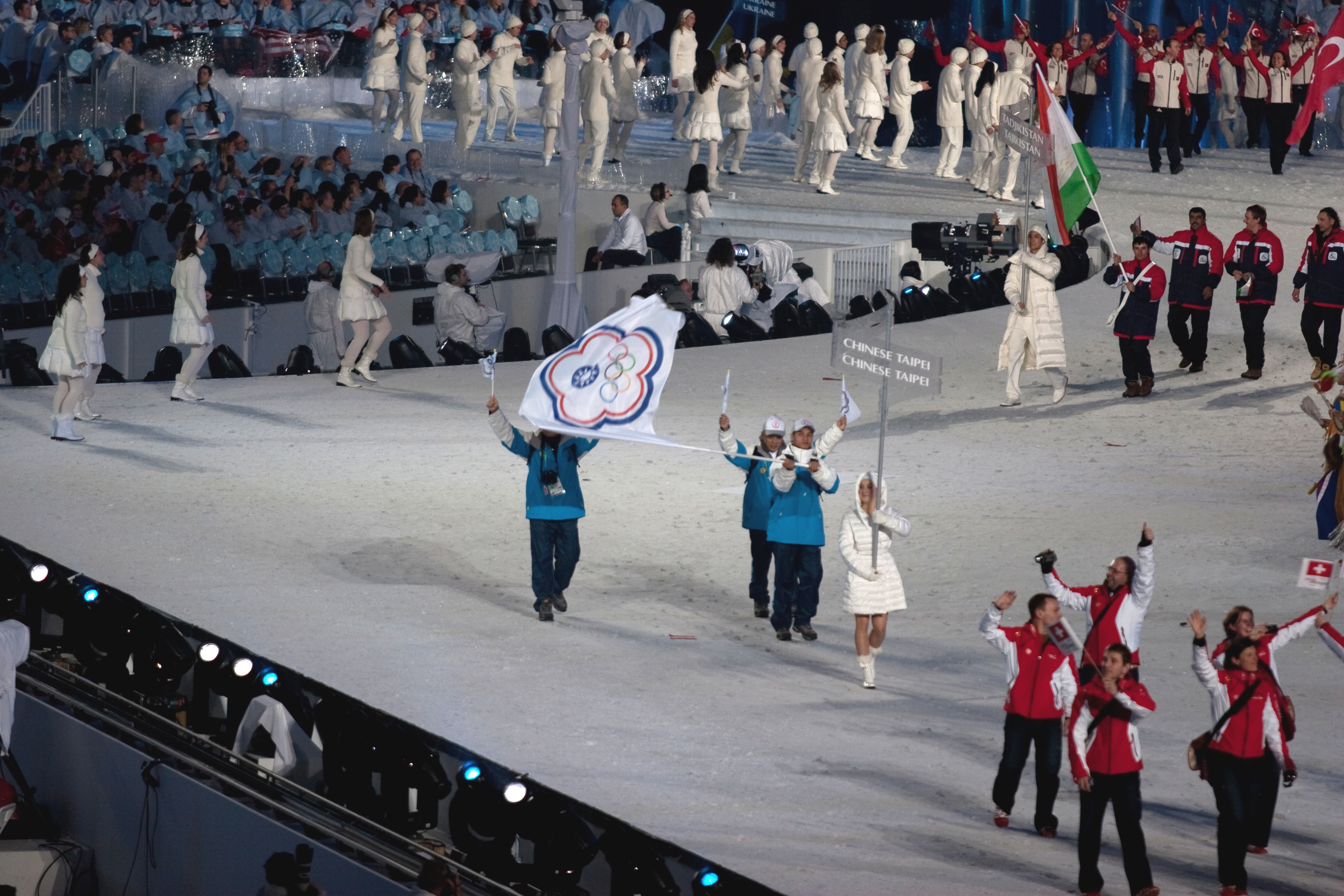
Делегация Тайваня на церемонии открытия игр

## Результаты соревнований

### Санный спорт
Мужчины
| Соревнование | Спортсмены | 1 заезд   | 1 заезд | 2 заезд   | 2 заезд | 3 заезд   | 3 заезд | 4 заезд   | 4 заезд | Итоговый результат | Итоговое место |
| Соревнование | Спортсмены | Результат | Место   | Результат | Место   | Результат | Место   | Результат | Место   | Итоговый результат | Итоговое место |
| ------------ | ---------- | --------- | ------- | --------- | ------- | --------- | ------- | --------- | ------- | ------------------ | -------------- |
| Одиночки     | Ма Чжихун  | 50,318    | 33      | 50,460    | 33      | 51,090    | 36      | 50,494    | 36      | 3:22,362           | 34             |